# Kathleen Shaw
Gertrude Kathleen Shaw (* 18. Januar 1903 in Barton-upon-Irwell, England; † 19. Juli 1983 in Trearddur Bay, Anglesey, Wales) war eine britische Eiskunstläuferin, die im Einzellauf startete. 
Kathleen Shaw gewann 1927 die erste Damenkonkurrenz bei britischen Meisterschaften. Madge Syers, Dorothy Greenhough-Smith und Phyllis Johnson hatten ihre Titel noch in der Herrenkonkurrenz gewonnen, da es noch keine Damenkonkurrenz gab. 1929 und 1930 wurde Shaw erneut britische Meisterin. Bei der ersten Europameisterschaft, in der es eine eigene Damenkonkurrenz gab, belegte Shaw 1930 in Berlin den achten Platz. Sie nahm an drei Weltmeisterschaften teil, ihr größter Erfolg war der Gewinn der Bronzemedaille bei der Weltmeisterschaft 1926 in Stockholm, hinter Herma Szabó und Sonja Henie. Shaw vertrat Großbritannien bei zwei Olympischen Spielen. 1924 in Chamonix wurde sie Siebte und 1928 in St. Moritz Vierzehnte.

## Ergebnisse
| Wettbewerb / Jahr         | 1924 | 1925 | 1926 | 1927 | 1928 | 1929 | 1930 |
| ------------------------- | ---- | ---- | ---- | ---- | ---- | ---- | ---- |
| Olympische Spiele         | 7.   |      |      |      | 14.  |      |      |
| Weltmeisterschaften       |      | 4.   | 3.   |      | 6.   |      |      |
| Europameisterschaften     |      |      |      |      |      |      | 8.   |
| Britische Meisterschaften |      |      |      | 1.   |      | 1.   | 1.   |